# Anaglyptus ochrocaudus
Anaglyptus ochrocaudus är en skalbaggsart som beskrevs av J. Linsley Gressitt 1951. Anaglyptus ochrocaudus ingår i släktet Anaglyptus och familjen långhorningar. Inga underarter finns listade i Catalogue of Life.